# Ilyās Farhāt
Ilyās Farhāt, född 1893, död 1976, var en libanesisk poet som levde och verkade i Latinamerika.
Ilyās Farhat föddes i en fattig familj i Kafarshima i Libanon år 1893. Även om han knappt avslutade sin grundskoleutbildning och började arbeta i tidig ålder, började han skriva dikter på talspråklig libanesisk arabiska. 1910 emigrerade han för att ansluta sig till sina bröder i Brasilien, där han försökte försörja sig som resande handelsman. Han började därefter skriva formell poesi och fick erkännande för sin första samling 1925. Hans huvudverk, Dīwān Farhāt (i fyra delar, "Vår", "Sommar", "Höst" och "Vinter"), kom ut 1932 och spreds över hela arabvärlden.
Farhāts poesi är traditionell, men präglas av spontanitet och ger uttryck för politiskt engagemang och arabisk nationalism.

## Verk
- Rubā'iyyāat Farhāt [Farhāt-kvartetterna], Brasilien, 1925
- Dīwān Farhāt [Farhāts Dīwān], Brasilien, 1932. Introduktion av George Hassūn Ma'lūf
- Ahlām al-rā 'ī [Herdens dröm], São Paulo: Majallat al-Sharq, 1952
- Diwān Farhāt [samlade dikter], 4 volymer, São Paulo, 1954. Introduktion av Habīb Mas'ūd. 
  1. Rubā'iyyāat Farhāt
  2. al-Rabī ' [Vår]
  3. al-Sayf [Sommar]
  4. al-Kharīf [Höst]
- Qāla al-rāwī [Berättaren talar], Damaskus: Syriska kulturministeriet, 1965
- Fawākih rij'iyyah [Sena frukter], Damaskus: Syriska kulturministeriet, 1967
- Matla 'al-shitā [Vinterns ankomst], Kairo: Maktabat al-Qāhirah, 1967